# Kanton Amiens 8e (Nord)
Kanton Amiens 8e (Nord) is een voormalig kanton van het Franse departement Somme. Het kanton maakte deel uit van het arrondissement Amiens. Het werd opgeheven bij decreet van 26 februari 2014 met uitwerking vanaf 2015.

## Gemeenten
Het kanton Amiens 8e (Nord) omvatte de volgende gemeenten:
- Allonville
- Amiens (deels, hoofdplaats)
- Poulainville